# Акты Московского государства 1555 года
Царствование: 1533—1584 — Иван IV Васильевич Грозный

## Акты Московского государства 1555 года
- 6 марта — жалованная кормленная грамота царя Ивана Васильевича Садыкову Ивану Константиновичу на полавочное 7065 (1555/56) в Костроме под Шестинским Борисом.
- Май — акты, об отпуске в Казань тамошнего архиепископа Гурия:

1. Приговор о том и наказ ему память;
2. Роспись Государева жалованья ему и архимандритам Варсонофию и Герману.
3. Царская грамота казанскому воеводе князю Шуйскому Петру Ивановичу о единодушии с архиепископом по управлению Казанским царством.

- 16 мая — жалованная кормленная грамота царя Ивана Васильевича Протасьеву Петру Протасьевичу на волость Луза в Устюге под его отцом Протасием Акинфовичем (акт фальсифицирован).
- 15 августа — уставная грамота переславским рыболовам.
- 15 октября — уставная грамота Устюжского уезда Усецких и Заецких волостей крестьянам.
- 31 октября — приговорная грамота Троице-Сергиева монастырского собора о недопущении вредных людей иметь пристанище в Присецкой волости.
- 1555/66 — отдельная выпись мценского городового приказчика Павлова Василия Жиленковым: Прокофию Петровичу и Богдану Семёновичу на земли по реке Черни в Чернском стане Мценского уезда.